# BMW 340
A BMW 340 (később EMW 340) hathengeres motorral szerelt autó, melyet 1949 és 1953 között gyártottak Eisenachban. Négyajtós szedán és ötajtós kombi karosszériával volt kapható. 1948-ban, az első próbadarabok elkészülte után Németország első háború utáni új autójának kiáltották ki, de valójában az 1936-ban bemutatott BMW 326 modernizált karosszériás változata volt, ugyanolyan motorral és ugyanakkora tengelytávval. A 340 bár egy több mint tízéves modellre épült, tartalmazott néhány ötletes újítást és még az 1950-es években is jó presztízsű autónak számított. A kocsit eleinte BMW márkanév alatt árulták, mivel azonban az Eisenachi gyár szovjet irányítás alatt működött, egy a BMW müncheni központjából indult jogi vita után a bíróság úgy határozott, hogy az üzemből kikerülő járművek nem viselhetik a BMW nevet, ezért a modellt átkeresztelték EMW 340-re (Eisenacher Motorenwerk).
A BMW 326 kupé változatának, a BMW 327-nek a gyártását újraindították és a 340-nel párhuzamosan gyártották, egészen 1955-ig. A jogi döntés után ezeket a darabokat is átnevezték EMW 327-re.

## Az eisenachi gyár
A BMW akkor kezdett el autógyártással foglalkozni, amikor 1928-ban felvásárolta a Fahrzeugfabrik Eisenach AG-t, a birtokában lévő Eisenachi gyárral együtt. Elsőként a brit Austin 7 licence alapján készült modelleket kezdett gyártani, BMW 3/15 (Dixi) néven. Az 1930-as években a BMW komoly nevet és elismerést szerzett magának az autóiparban, az Eisenachi üzem pedig a legfontosabb gyára lett.
A második világháború végén, 1945-ben Eisenachot amerikai katonák foglalták el, de egy már korábban megszületett egyezség értelmében végül egész Türingia a szovjetek kezére került. A bevonulásra 1945 júliusában került sor. Eleinte úgy tűnt, hogy a gyártósorokat a szovjetek összecsomagolják és a Szovjetunióba szállítják, mint a háborús jóvátétel egy részét. Időközben azonban a háborút túlélő munkások visszatértek a gyárba és még 16 darabot legyártottak az 1936-ban bemutatott BMW 326-ból. A motorkerékpár-gyártó részleg vezetője, Albert Seidler bemutatta a 326-nál kisebb 321 terveit Georgij Zsukov marsallnak, akinek ez annyira tetszett, hogy meg is rendelt öt új autót. Ezzel egyúttal az is eldőlt, hogy a gyár nem kerül bezárásra a gyártósorok és szerszámok elszállítása miatt.
Az Eisenachi gyár teljes mértékben szovjet irányítás alá került. A müncheni központból a BMW vezetői próbálták ugyan visszaszerezni azt, de kérésüket elutasították, elsősorban azért, mert a háború alatt repülőgépmotorok gyártásával segítették a német hadsereget. A bajoroknak egyedül azt sikerült elérniük egy idő után, hogy az Eisenachban készült modellek ne viselhessék a BMW nevet, ezért azokra a későbbiekben kék-fehér helyett piros-fehér EMW embléma került. 1945 novemberében a szovjetek még háromezer autót és motorkerékpárt rendeltek a gyártól, 1946 szeptemberében pedig az Eisenachi üzem hivatalosan is szovjet fennhatóságú gyár lett.

## A modell születése
1948 végére a BMW 340 készen állt a sorozatgyártásra. Az autó a 326 alapjaira épült, tengelytávja is ugyanúgy 2870 mm volt, és a karosszéria középső része is szinte változatlan maradt. Az egyik legszembeötlőbb külső változtatás az volt, hogy a motorháztető és a kocsi eleje szélesebb lett, a fényszórók pedig a karosszériába voltak építve, ahelyett, hogy két teljesen különálló elemet alkottak volna. A hűtőrács vízszintes fém lécekből állt, melyek lefelé haladva egyre szélesebbek lettek. Ez megfelelt a kor formatervezési trendjeinek, a szintén ebben az időszakban bemutatott Peugeot 203 is ilyen hűtőrácsot kapott.
Az autó hátulja szintén nagy változásokon esett át. Egy Amerikából indult trend nyomán kívülről is nyitható és hozzáférhető csomagtartót kapott, így az utasoknak nem kellett a hátsóülések lehajtásával bajlódniuk, ha valamit be akartak helyezni a csomagtérbe vagy ki akartak venni onnan. Az addigiakban a karosszéria hátuljára rögzített pótkerék szintén a csomagtartóba került, egy falemez alá. A pótkerék tárolórekeszébe emelő, pumpa, belsőgumi és egy fékrendszer légtelenítő kulcs is került.
A 340 belseje nagyon hasonló volt a 326-éhoz. A későbbi modellekben a különálló első üléseket osztatlan üléspad váltotta le, és a hátsó utastér is tágasabb lett a középső középtámasz eltűnésével.

## Műszaki adatok

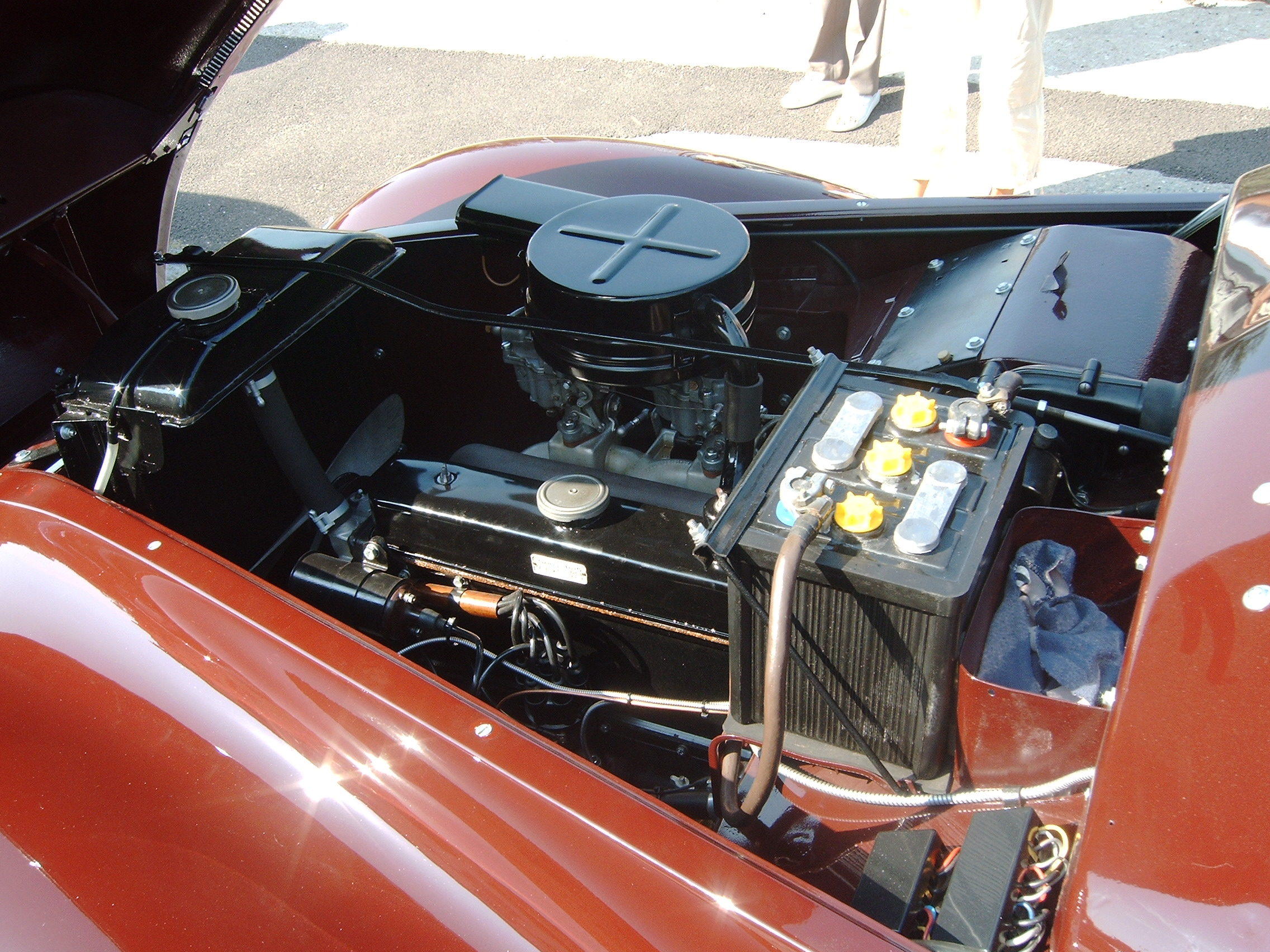
A hathengeres motor

A 340 műszakilag is erősen a 326-ra támaszkodott, de több helyen modernizálta annak megoldásait. A motortérbe néhány változtatástól eltekintve ugyanaz a soros hathengeres, 1971 cm³-es egység került, mint az előd esetében, de ez már valamivel erősebb volt, 54 lóerős (40 kW) teljesítményre volt képes a 326 által produkált 50 lóerő (37 kW) helyett. A sebességváltó szintén ugyanaz a négysebességes manuális darab maradt, azzal a különbséggel, hogy a sérülékeny kábeles kapcsolási rendszert egy tartósabb rudazat váltotta fel.
Az említésre méltó újítások közé tartozott az öntisztító mechanikus olajszűrő is. Ez a kuplungpedál fölött helyezkedett el, és a pedál lenyomásakor, valamint felengedésekor lépett működésbe.
A motor hűtéséről egy vízhűtő gondoskodott, mely egészen hasonlatos volt azokhoz a darabokhoz, melyeket ma is alkalmaznak az autóiparban. Volt azonban egy különlegesség, a hűtő külső felén volt egy leengedhető roló, mely az utastérből volt működtethető. Ez a megoldás néhány szovjet autóban is megfigyelhető volt, és azt a célt szolgálta, hogy a közép- és kelet-európai hideg telek során csökkenteni lehessen a hideg levegő beáramlását, hogy a motor minél kevesebb ideig üzemeljen a megfelelő üzemi hőmérséklet alatt. Amint a vezető látta a műszerfalon, hogy a vízhőfok elérte a 80 °C-ot, ajánlatos volt felhúznia a rolót a hűtő elől a túlmelegedés kockázatának elkerülése érdekében.
Az 1952-től készülő darabokba benzines fűtés is került, melynek üzembe helyezéséhez ki kellett nyitni egy csapot a motortérben. Ezután a meleg levegő beáramlásának mértéke egy az utasoldali lábtérben elhelyezett szabályzóval volt változtatható.
Bár a 340 kapkodva, nem éppen ideális körülmények között lett kifejlesztve, az elsőként elkészült próbapéldányok jól teljesítettek a 10 ezer kilométeres teszteken, ezért az autó hivatalosan is bemutatásra került, és 1949-től elindult a sorozatgyártása.

## Gyártási adatok és problémák

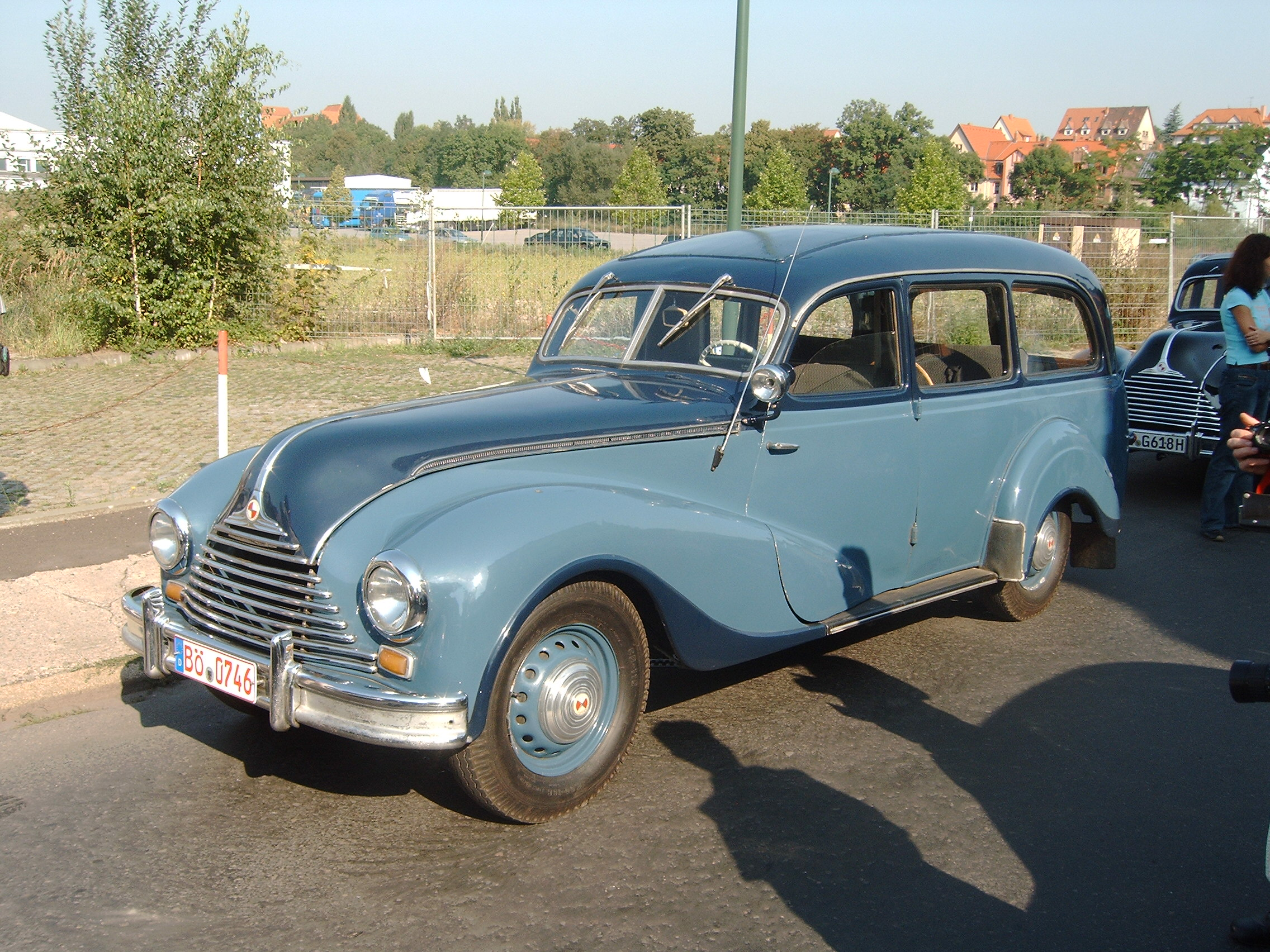
EMW 340 kombi

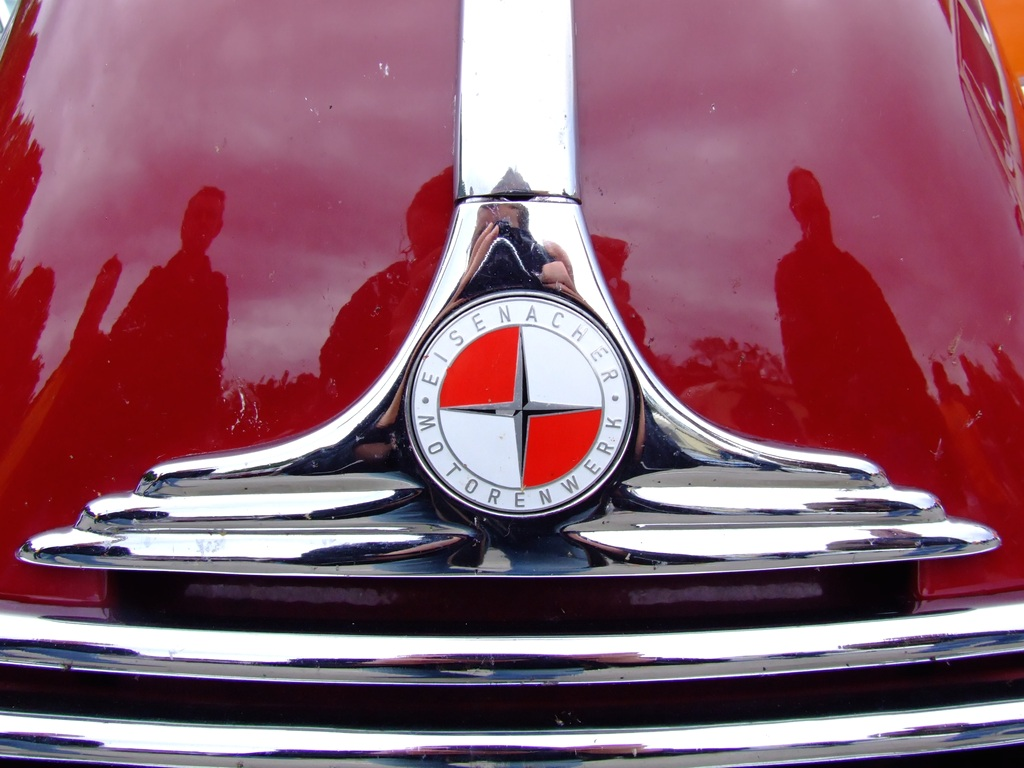
Az EMW logó egy 340-en

Az 1930-as években a hathengeres BMW 326 korántsem számított nagy autónak, de a második világháború átszabta az európai autóipari viszonyokat, hiszen acélból is hiány volt, és az embereknek is kevesebb pénzük jutott autóvásárlásra. A Mercedes-Benz akkoriban szinte csak a négyhengeres W136-ot gyártotta és kínálta eladásra, hozzá képest a hathengeres, modern dizájnnal és berendezésekkel bíró 340 egy magasabb szintet képviselt a piacon.
A nagyobb autógyárak már akkoriban is külső beszállítóktól rendelték az egyes alkatrészeket, berendezéseket, így volt ez a BMW esetében is. Ezt azonban alaposan megnehezítette a kettészakadt Németországon belül egyre ellenségesebbé váló politikai helyzet. Nyugat-Németországban a Bank deutscher Länder 1948 júniusában bevezette az új német márkát, a hiperinfláció megelőzése és a feketepiaci kereskedelem visszaszorítása érdekében. Az ország keleti felében a szovjetek ezt fenyegetésnek vették, attól tartva, hogy az új nyugati valuta, és ezzel együtt a nyugati vezetők túl nagy befolyást szereznek Kelet-Németországban. A szovjetek blokáddal és egy saját pénznem, a kelet-német márka (Ostmark) bevezetésével válaszoltak. A két márka egészen 1990-ig nem volt váltható egymással. Mindezek a körülmények és események olyan fizikai és politikai akadályokat emeltek Nyugat- és Kelet-Németország között, mely teljesen elvágta az Eisenachi üzemet több kulcsfontosságú nyugati beszállítójától. Emiatt a gyár rákényszerült, hogy új, keleti beszállítókat keressen, vagy saját maga gyártsa le az érintett alkatrészeket, a 326 gyártása során közreműködő beszállítók információi alapján. Ez gyakran vezetett fennakadásokhoz, vagy kétes minőségű munkához.
A minőségbeli problémák ellenére a 340 a legtöbb fontos európai piacra eljutott, így a vasfüggönyön túlra, ezzel együtt Nyugat-Németországba is. A vásárlók gyakran a BMW müncheni központjában tettek panaszt az Eisenachban gyártott modellek hibái miatt. A helyzet egyre kínosabbá vált a BMW számára, mely az 1940-es években nem rendelkezett saját autógyártó üzemmel, és semmilyen módon nem tudta befolyásolni az Eisenachban folyó munka minőségét.
A BMW 340 körüli mizéria komoly politikai, jogi és kereskedelmi vitákhoz vezetett. 1950-ben a düsseldorfi bíróság határozata alapján veszélybe került az Eisenachi gyár hozzáférése az értékesebb nyugati márkához, amennyiben továbbra is BMW márkanév alatt árulja a 340-es modellt. 1952 júliusától az autó már nem viselte a BMW nevet, legalábbis a nyugati piacokon. A kocsi az EMW 340 nevet kapta, az új márkanévhez tartozó embléma nagyon hasonló volt a BMW kék-fehér logójához, mindössze egyetlen betű eltérés volt benne, a kék színt pedig pirosra cserélték. A BMW-ben a B a "Bayerische", azaz a bajor szó rövidítése, míg az EMW-ben az E az "Eisenacheré", az üzem helyére utalva. A vasfüggöny keleti oldalán egy ideig még továbbra is BMW néven voltak megvásárolhatók ezek az autók, valószínűleg azért, hogy fennmaradó emblémakészlet ne menjen kárba.
A gyár 1952-ben a kelet-német állam kezébe került, majd 1953-ban átnevezték VEB Automobilwerk Eisenachra. A kormány nem szerette volna azt a látszatot kelteni, hogy lemaradt Nyugat-Németországtól, ahol a gyártás és az árucikkek iránti kereslet egyre nagyobb méreteket öltött. A vezetők számára az autógyártás volt az egyik legfőbb prioritás. A gyárban innentől kezdve főleg IFA személyautók és Wartburgok készültek, melyeket kétütemű motorokkal szereltek, mivel ezekből ugyanannyi idő alatt többet lehetett gyártani, mint a négyüteműekből. A 340 gyártása már 1953-ban befejeződött, de a 327-es kupét még két évig gyártották.